# Oryzias sinensis
Oryzias sinensis е вид лъчеперка от семейство Adrianichthyidae. Видът не е застрашен от изчезване.

## Разпространение
Разпространен е в Китай (Съчуан, Чунцин, Шандун, Шанхай и Юннан), Лаос, Мианмар, Провинции в КНР, Северна Корея, Тайван, Тайланд и Южна Корея.

## Описание
На дължина достигат до 3,1 cm.
Продължителността им на живот е около 1 година.